# Siegfried Krauter
Siegfried Krauter (* 3. April 1941 in Erbstetten) ist ein deutscher Mathematikdidaktiker und Hochschullehrer.

## Leben
Nach seinem Abitur studierte Krauter von 1960 bis 1967 Physik und Mathematik an der Technischen Hochschule Stuttgart sowie an der Universität Göttingen und schloss sein Studium mit dem 1. Staatsexamen ab. Das anschließende Referendariat schloss er 1968 mit dem 2. Staatsexamen ab. Während des Schuldienstes unter anderem am Eberhard-Ludwigs-Gymnasium Stuttgart war er in der Lehrerausbildung tätig und studierte Pädagogik und Pädagogische Psychologie an der Universität Tübingen. 1974 folgte Krauter einem Ruf auf eine Professur für Mathematik und ihre Didaktik an der Pädagogischen Hochschule Ludwigsburg. Dort war er von 1990 bis 1994 Prorektor und von 1994 bis 1998 Rektor. Seit 2006 ist er im Ruhestand.

## Publikationen (Auswahl)
- Erlebnis Elementargeometrie: Ein Arbeitsbuch zum selbstständigen und aktiven Entdecken. Heidelberg 2005. ISBN 3-8274-1644-2.
- Mathematik – Ein Arbeitsbuch für die Hauptschule. Ausgaben für 5. bis 9. Klasse. Mildenberg Verlag, Offenburg 1981–1988.